# Bayköy, Hakkâri
Bayköy là một xã thuộc thành phố Hakkâri, tỉnh Hakkâri, Thổ Nhĩ Kỳ. Dân số thời điểm năm 2011 là 657 người.